# Nutfield (Surrey)
Nutfield est une paroisse civile et un village du Surrey, en Angleterre.